# 费讷布湖国家公园
费讷布湖国家公园（瑞典語：Färnebofjärdens nationalpark）是瑞典的一座國家公園。费讷布湖国家公园位於斯德哥爾摩以北140 km（87 mi）處，面積10,100 ha（25,000 acre），其中水域面積是4,110 ha（10,200 acre）。费讷布湖国家公园也是瑞典熱門的旅遊景區。